# 內自同構
在抽象代數的群論中，內自同構（英語：Inner automorphism）是群的一種自同構。群內部的元素的共軛作用可以定義一個自同構，因而得名「內」自同構。

## 定義
設 {\displaystyle g} 為群 {\displaystyle G} 的一個元素，則 {\displaystyle g} 對應的內自同構可以由如下的方程給出
{\displaystyle \iota _{g}:G\to G}
{\displaystyle x\mapsto gxg^{-1}}
該方程是 {\displaystyle G} 的一個自同態，因為對任意 {\displaystyle x_{1},x_{2}\in G} ，有
{\displaystyle \iota _{g}(x_{1}x_{2})=g^{-1}x_{1}x_{2}g=g^{-1}x_{1}gg^{-1}x_{2}g=(g^{-1}x_{1}g)(g^{-1}x_{2}g)=\iota _{g}(x_{1})\iota _{g}(x_{2})}
所有由 {\displaystyle G} 的元素的共軛作用給出的自同構稱為內自同構。

## 性質
若g在G的中心Z(G)內，則{\displaystyle \iota _{g}}是平凡的。因此阿貝爾群的內自同構都是平凡的。一般而言，{\displaystyle \iota _{g}}的不動點集，正是g的中心化子CG(g)。
內自同構{\displaystyle \iota _{g}}的逆元是{\displaystyle \iota _{g}^{-1}=\iota _{g^{-1}}}。兩個內自同構{\displaystyle \iota _{g},\iota _{h}}的複合是{\displaystyle \iota _{g}\circ \iota _{h}=\iota _{gh}}
由群的中心的基本性質可知，若Inn(G)是循環群，則Inn(G)是平凡群。
若Inn(G)=Aut(G)且G無中心，則G稱為完備群。
若G是完滿群且Inn(G)是單群，則G稱為擬單群。

## 內自同構群
群 {\displaystyle G} 的內自同構組成內自同構群 {\displaystyle {\text{Inn}}(G)} 。內自同構群 {\displaystyle {\text{Inn}}(G)} 與群 {\displaystyle G} 對其中心 {\displaystyle Z(G)} 的商群 {\displaystyle G/Z(G)} 同構。
內自同構群 {\displaystyle {\text{Inn}}(G)} 是 {\displaystyle G} 的自同構群 {\displaystyle {\text{Out}}(G)} 中的正規子群，其對應商群記為 {\displaystyle {\text{Out}}(G)={\text{Aut}}(G)/{\text{Inn}}(G)} ，稱為外自同構群。
上述關係可以用以下兩個短正合列表示：
{\displaystyle 1\to \mathrm {Z} (G)\to G\to \mathrm {Inn} (G)\to 1}
{\displaystyle 1\to \mathrm {Inn} (G)\to \mathrm {Aut} (G)\to \mathrm {Out} (G)\to 1}

## 正規子群
群 {\displaystyle G} 的子群 {\displaystyle H} 是 {\displaystyle G} 的正規子群若 {\displaystyle H} 在 {\displaystyle G} 的任一內自同構的作用下不變。這時 {\displaystyle G} 的內自同構限制到 {\displaystyle H} 上時是 {\displaystyle H} 的一個自同構（未必是 {\displaystyle H} 的內自同構），因而有群同態{\displaystyle G\to \mathrm {Aut} (H)}。這個群同態的核是 {\displaystyle H} 在 {\displaystyle G} 中的中心化子 {\displaystyle C_{G}(H)} 。
對一般的子群H，可取其在G中的正規化子NG(H)，則H是NG(H)的正規子群，故有群同態{\displaystyle \mathrm {N} _{G}(H)\to \mathrm {Aut} (H)}，其核是CG(H)。因此NG(H)/CG(H)可以嵌入到Aut(H)內，即
{\displaystyle \mathrm {N} _{G}(H)/\mathrm {C} _{G}(H)\to \mathrm {Aut} (H)}
是單射。